# Kazimierz Krzemiński
Kazimierz Krzemiński (ur. 25 lutego 1902 we Lwowie, zm. 1940 we Lwowie) – kolarz, olimpijczyk z Paryża 1924.
Był wicemistrzem Polski w 1924 r. w wyścigu szosowym na dystansie 200 km. Podczas igrzysk olimpijskich zajął 59. miejsce w wyścigu szosowym ze startu wspólnego oraz 14. miejsce w wyścigu drużynowym.